# Khushnavaz
Khushnavaz (in sogdiano: Əxšāwan’ār; in persiano medio: Xašnawāz; ... – 488), conosciuto anche come Khush-Newaz o Akhshunwar, è stato un sovrano eftalita, re della Battria; all'apice del proprio potere governava un'area compresa tra le città di Gorgan e Balkh.

## Biografia

### Usurpazione di Ormisda III
La prima menzione di Khushnavaz risale al 457, quando una cronaca segnala la morte dell'imperatore sassanide Yazdgard II; a seguito del trapasso del sovrano persiano, il di lui figlio minore Ormisda III ne usurpò il trono, ignorando le pretese di Peroz I, erede del padre ed allora governatore della lontana provincia di Sistan; quest'ultimo implorò l'aiuto di Khushnavaz per ottenere il titolo di Shahanshah, promettendogli in cambio il possesso del vitale centro di Taloqan. Estromesso e decapitato Ormisda, nel 459, Kushnavaz fece ritorno in patria, annettendo come compenso quanto concesso da Peroz.

### Guerra contro i Sasanidi

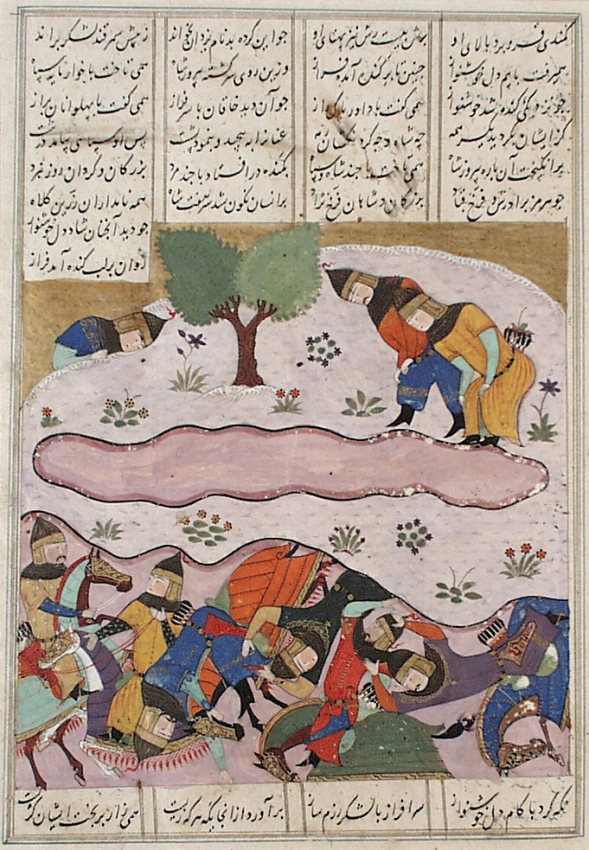
La morte di Peroz I, miniatura, Shāh-Nāmeh

Tuttavia, poco dopo, i rapporti tra le due grandi potenze medio orientali si fecero aspri ed ostili, degenerando in un vero e proprio conflitto armato; l'imperatore sassanide non aveva però sufficienti uomini atti a contrastare l'esercito di Khushnavaz, venendo rapidamente costretto a domandare pace: incapace di resistere all'avanzata eftalita, promise in sposa al sovrano avversario la propria sorella. 
Ma il matrimonio non avvenne mai, causando la ripresa delle ostilità; accecati oltre 300 persiani per rappresaglia contro lo Shahanshah, Khushnavaz marciò in terra sassanide. Successivamente, nel 467, Peroz tentò di occupare Balaam, capitale del regno eftalita, tuttavia fallendo e venendo a patti ancora una volta con il nemico.
Due anni dopo, i persiani e Khushnavaz si scontrarono nuovamente in una decisiva battaglia, nei pressi della città di Gorgan; lo scontro si risolse con una schiacciante vittoria degli eftaliti e la cattura dell'imperatore Peroz I, rilasciato solo dopo il versamento di un pesante riscatto, pagato dall'Augusto d'Oriente Leone I detto il Trace.

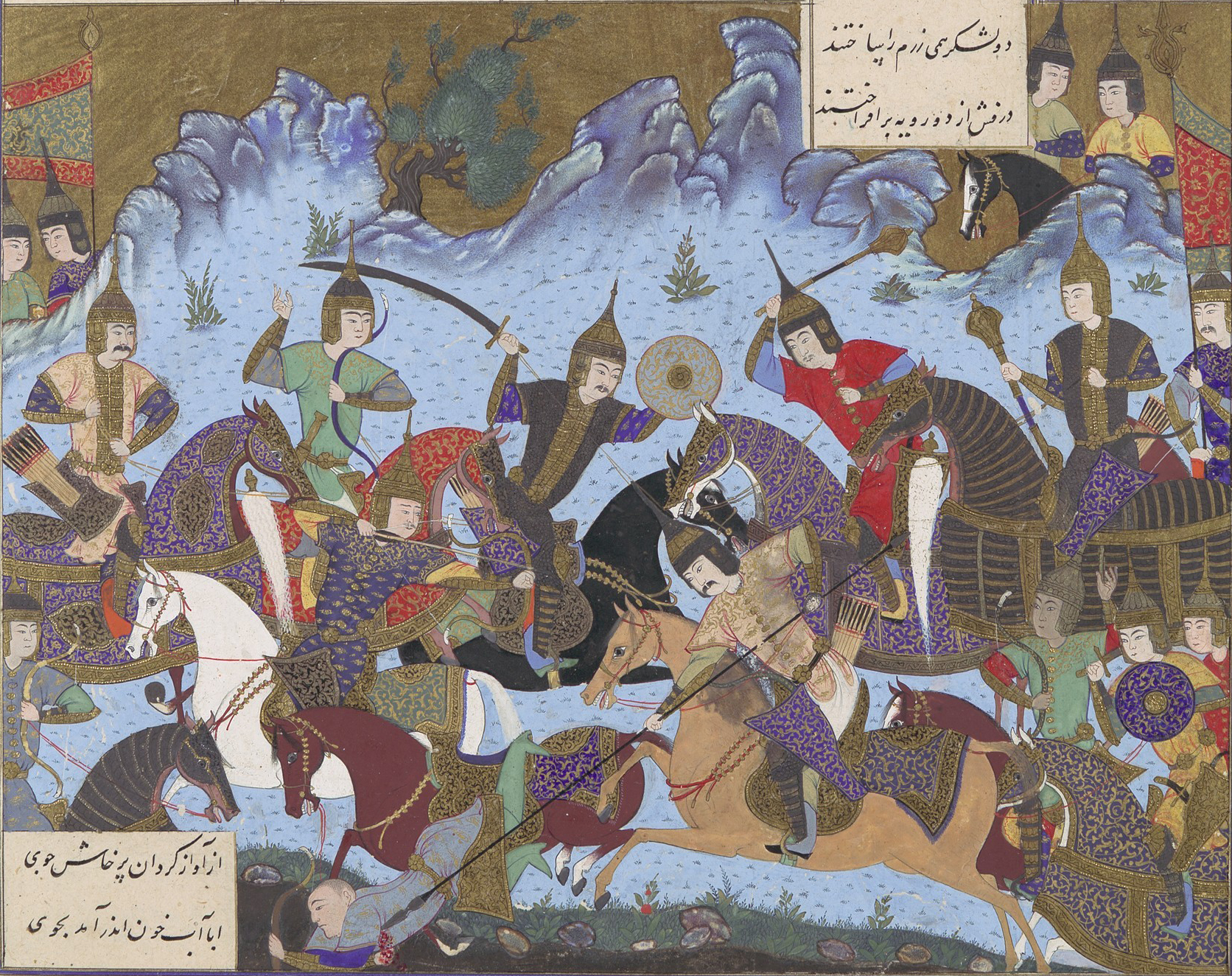
Sukhra sconfigge gli Eftaliti, miniatura, Shāh-Nāmeh

Intorno al 471 Peroz violò nuovamente la pace, marciando con il re Vakhtang d'Iberia sui territori sottratti dagli eftaliti, costringendo questi ultimi alla fuga; tuttavia, troppo fiducioso della propria superiorità, lo Shahanshah incassò una disastrosa sconfitta, venendo ancora una volta catturato assieme alla figlia, l'erede Kavad ed il massimo capo del Zoroastrismo (Mōbadh). 
Nel 484 l'imperatore sassanide, nuovamente rilasciato, con un'armata di circa 100.000 uomini, diede inizio ad una grande avanzata sui territori avversari; fingendo di fuggire, Kushnavaz tese loro un'imboscata, distruggendo l'esercito persiano ed uccidendo lo stesso Peroz I.

### Sconfitta e morte
Dopo aver consegnato ai delegati sassanidi il corpo dello Shahanshah, Khushnavaz invase la Persia orientale, scontrandosi imprudentemente con Sukhra, membro della casa di Karen ed influente aristocratico; sconfitto, fu costretto alla ritirata. Secondo il celeberrimo poeta Firdusi, autore di un'imponente opera di preziosissimo valore storiografico, lo Shāh-Nāmeh (Libro dei Re), il sovrano Eftalita morì poco prima del 488, venendo succeduto da un re il cui nome non è pervenuto.